# Rösa
Rösa är en bebyggelse sydväst om Norrtälje vid E18 i Husby-Sjuhundra socken i Norrtälje kommun. Från 2015 till 2023 avgränsade SCB här en småort.